# Emanuelle nera
Emanuelle nera ou Black Emanuelle (pt. Emanuelle negra) é uma série sexploitation softcore italiana  inspirada no primeiro filme da série de sucesso francesa Emmanuelle, que havia sido lançado no ano anterior ao primeiro filme da série italiana. Como aquele filme, foi seguido por uma longa seqüência de continuações oficiais e não oficiais.
A série segue as viagens eróticas, bizarras e ocasionalmente violentas de Emanuelle, uma jornalista investigativa hedonista (interpretada geralmente por Laura Gemser).

## Filmes por Bitto Albertini
Black Emanuelle 2 é muito diferente do enredo do primeiro filme, com a atriz israelense Shulamith Lasri como Emanuelle Richmond, uma supermodelo passando por um estado de amnésia e trancada num manicômio em Nova York. O ator principal, como no primeiro filme, é Angelo Infanti.
O filme posterior de Albertini, Il Mondo dei sensi di Emy Wong (1977, estrelado por Chai Lee) foi lançado como "Yellow Emanuelle" em alguns mercados.

## Filmes por Joe D'Amato
Emanuelle in Bangkok que estrela Laura Gemser como a jornalista 'Emanuelle' do primeiro filme Black Emanuelle  tem o título original italiano de Emanuelle nera - Orient Reportage e é considerado uma verdadeira sequência dirigida por Joe D'Amato. As sequências posteriores de D'Amato, que têm a mesma personagem principal, mas não usam a palavra nera (black) em seus títulos estão marcadas por apresentar cenas de extrema violência e depravação (uma cena polêmica em Emanuelle in America  mostra uma mulher nua se masturbando um cavalo).

## Filmes por Bruno Mattei
Quatro anos após o lançamento do último filme Emanuelle por D'Amato, a personagem jornalista 'Emanuelle' interpretada por Laura Gemser foi revivida por Bruno Mattei em dois filmes de mulheres na prisão: Violence in a Women's Prison em que o nome real da personagem é dado como Laura Kendall e Emanuelle Escapes from Hell (Emanuelle fuga dall'inferno aka Blade Violent - I violenti). Emanuelle Escapes from Hell foi dirigido por Mattei e Claudio Fragasso sob o pseudônimo coletivo Gilbert Roussel.
Versões sem cortes de vários filmes Emanuelle contêm cenas que mostram penetração real. Igualmente Black Emanuelle e Emanuelle Around the World contêm cenas em que a personagem Emanuelle é vista fazendo sexo explícito. Essas cenas foram criadas com inserções de hardcore, usando uma dublê de corpo. Laura Gemser nunca praticou atos sexuais explícitos no filme, nem foi informada que uma dublê de corpo seria usada.

## Filmografia

### Série oficial
- Emanuelle nera de Albert Thomas (1975)
- Emanuelle nera - Orient Reportage de Joe D'Amato   (1976)
- Emanuelle in America de Joe D'Amato (1976)
- Emanuelle - Perché violenza alle donne? de Joe D'Amato (1977)
- Emanuelle e gli ultimi cannibali de Joe D'Amato (1977)
- La via della prostituzione de Joe D'Amato (1978)
- Violenza in un carcere femminile de Bruno Mattei (1982)
- Blade Violent - I violenti de Gilbert Roussel (Bruno Mattei e Claudio Fragasso) (1983)

### Série não-oficial
- Emanuelle nera 2 de Albert Thomas (1976)
- Velluto nero de Brunello Rondi (1976)
- Emmanuelle bianca e nera de Mario Pinzauti (1976)
- Suor Emanuelle de Joseph Warren (1977)
- Le notti porno del mondo de Jimmy Matheus (1978)

## Outros filmes
Há filmes que estrelam Laura Gemser como uma personagem diferente de Mae Jordan / Laura Kendall / 'Emanuelle', mas que, em um momento ou outro, foram promovidos como filmes Emanuelle, especialmente nas versões estrangeiras. Estes filmes incluídos, mesmo um filme anterior que contou com Gemser, Amore libero (1974), que viu uma versão com o título em inglês "The Real Emanuelle". O nome da personagem de Gemser foi frequentemente alterado para Emanuelle nas dublagens em inglês de tais filmes.
- The Real Emanuelle (Amore Libero - Free Love, 1974), dirigido por Pier Ludovico Pavoni.
- Emmanuelle on Taboo Island (La Spiaggia del desiderio, 1976), dirigido por Enzo D'Ambrosio & Humberto Morales.
- Black Cobra Woman / Emmanuelle Goes Japanese (Eva nera, 1976), dirigido por Joe D'Amato.
- Black Emanuelle, White Emanuelle / Emanuelle In Egypt (Velluto nero, 1976), dirigido por Brunello Rondi.
- Sister Emanuelle (1977), dirigido por Giuseppe Vari.
- Emanuelle & the Porno Nights (Le notti porno nel mondo, 1977), dirigido por Bruno Mattei.
- Emanuelle in the Country (L'Infermiera di campagna, 1978), dirigido por Mario Bianchi.
- Emanuelle's Daughter / Emanuelle's Sweet Revenge (I mavri Emmanouella, 1980), dirigido por Elia Milonakos.
- Divine Emanuelle: Love Cult (Die Todesgöttin des Liebescamps, 1981), dirigido por Christian Anders.
- Emanuelle: Queen of the Desert (La Belva dalle calda pelle, 1982), dirigido por Bruno Fontana.
- Emanuelle's Perverse Outburst' (Le dechainement pervers de Manuela, 1983), dirigido por Joe D'Amato. Compreende arquivo de metragem de filmes anteriores Emanuelle.